# Nasser Asphalt
Nasser Asphalt  (Brasil: Asfalto Molhado  ) é um filme alemão de 1958, em preto e branco, do gênero drama com fundo jornalístico, dirigido por Frank Wisbar, roteirizado por Will Tremper, música de Hans-Martin Majewski.

## Sinopse
Berlim, pós segunda grande guerra, jovem jornalista, liberado da prisão por próspero e respeitado jornalista, torna-se seu assistente e tem que tomar posição frente a uma notícia criada as pressas que pode gerar um incidente internacional.

## Elenco
- Horst Buchholz ....... Greg Bachmann
- Martin Held ....... Cesar Boyd
- Maria Perschy ....... Bettina
- Gert Fröbe ....... 	Jupp
- Heinz Reincke ....... o cego
- Inge Meysel ....... Gustl
- Peter Capell ....... Donnagan
- Renate Schacht ....... Wanda
- Richard Münch ....... Dr. Wolf
- Ludwig Linkmann ....... Tanek
- Aranka Jaenke ....... Frau Adorf
- Nikolai Baschkoff  ....... Cepinek